# Weidendamm (Königsberg)

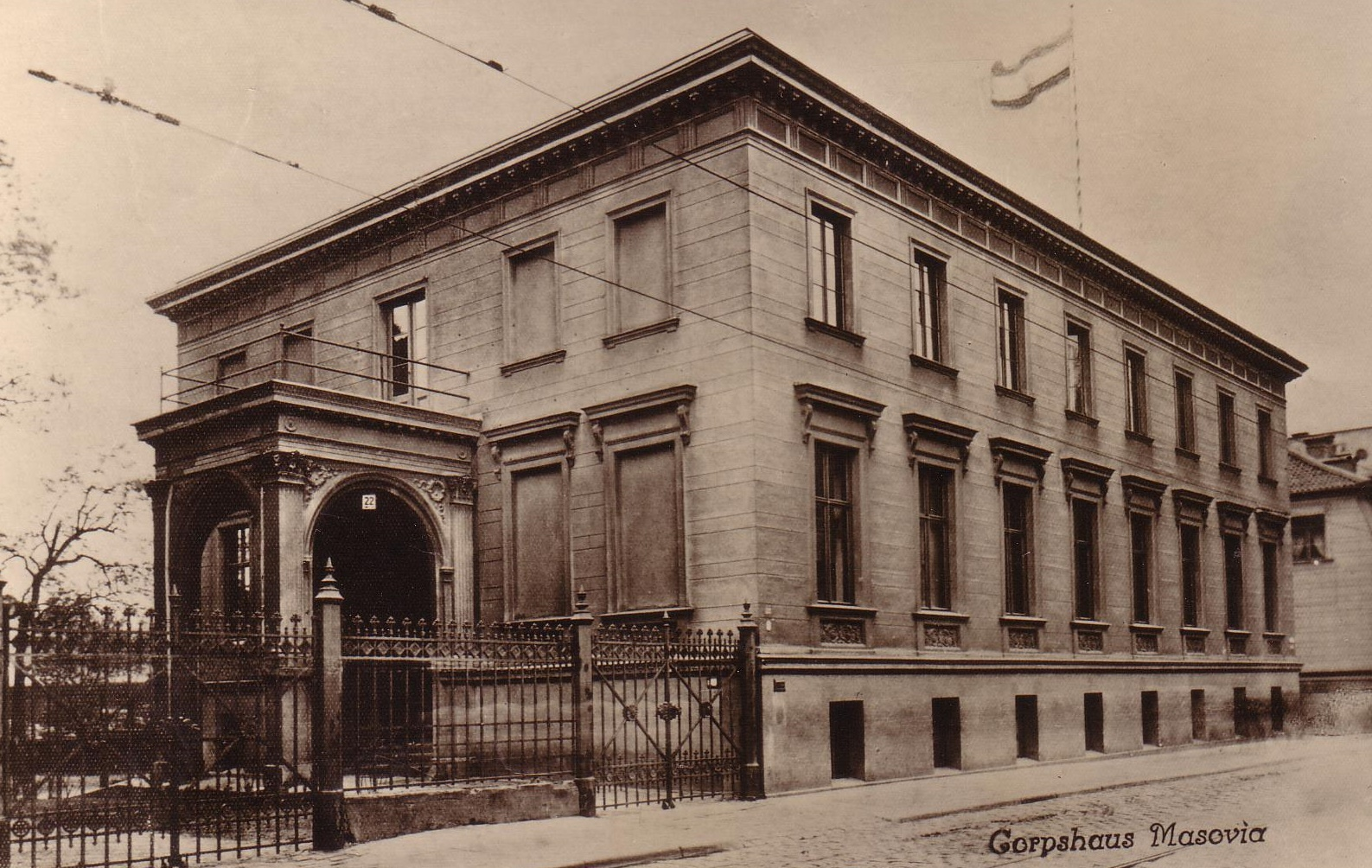
Weidendamm 22

Der Weidendamm war eine Straße auf der Lomse in Königsberg (Preußen).

## Geschichte
Die Altstädter bauten den Weidendamm von 1454 bis 1466, nachdem die  Holzbrücke auf der Nassen Lomse-Insel fertig geworden war.  Er wurde mit Weiden bepflanzt und diente zunächst als Speicherviertel. An der Kaiserbrücke stand ein klassizistischer Gartenpavillon mit Kuppel.
Bebauungspläne für das Pregelufer machten der Kürbishütte, einer Königsberger Dichtervereinigung um Simon Dach, im 17. Jahrhundert ein frühes Ende. 1737 errichtete Christoph Gottlieb Büttner aus privaten Mitteln das erste Theatrum anatomicum am Weidendamm.
Das abgebildete Haus wurde von Friedrich Lahrs für Konrad Gaedeke gebaut. Es kam in Besitz von George Marx, der es 1929 dem Corps Masovia verkaufte.